# Rover 25
La Rover 25 est une automobile de classe polyvalente fabriquée par l'ancien constructeur britannique MG Rover de 1999 à 2005. Elle était destinée à remplacer la Rover 200 des années 1980 et 1990. La 25 était produite dans l'usine de Longbridge, près du siège social de MG Rover.

## Historique
Durant ses six années de carrières, la 25 connaîtra peu d'évolutions techniques. A contrario, les évolutions esthétiques et les séries spéciales vont se multiplier pour soutenir les ventes face à une concurrence qui ne cesse de se renforcer.

### Phase 1
En février 1999, la 25 prend la place de la Série 200. Faute de pouvoir proposer un modèle vraiment nouveau, Rover s'est décidé à moderniser la 200 en alignant son style sur celui de la récente 75. Ainsi, à l'avant prennent place des doubles optiques, ainsi qu'un nouveau bouclier. Le bouclier arrière est lui aussi revu en perdant son jonc chromé tandis que la barrette du coffre est désormais chromée. Les carrosseries 3 et 5 portes sont reconduites et l'équipement légèrement enrichi. 
Initialement, la 25 ne devait être qu'un « bouche-trou » en attendant mieux car un modèle inédit devait la remplacer rapidement. Aussi, si le style s'améliore, elle commence à avoir du mal à lutter face aux Peugeot 206 ou Renault Clio, certes à peine moins spacieuses, mais bien mieux équipées sans être plus chères. Si ce lifting apparaît salutaire en apportant un peu de nouveauté dans la gamme, il ne permet malheureusement pas d'enrayer la chute des ventes.

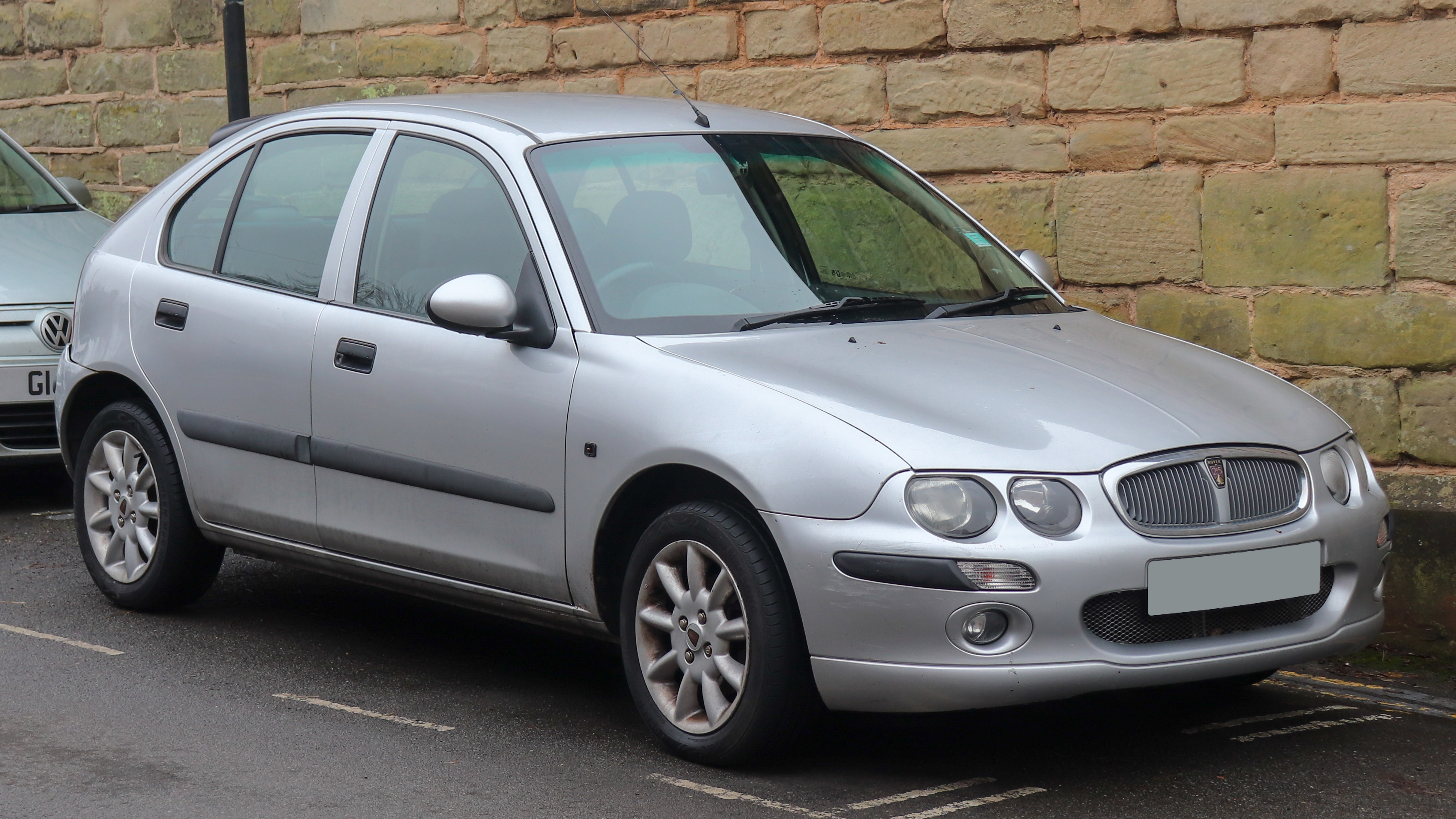
Vue avant.
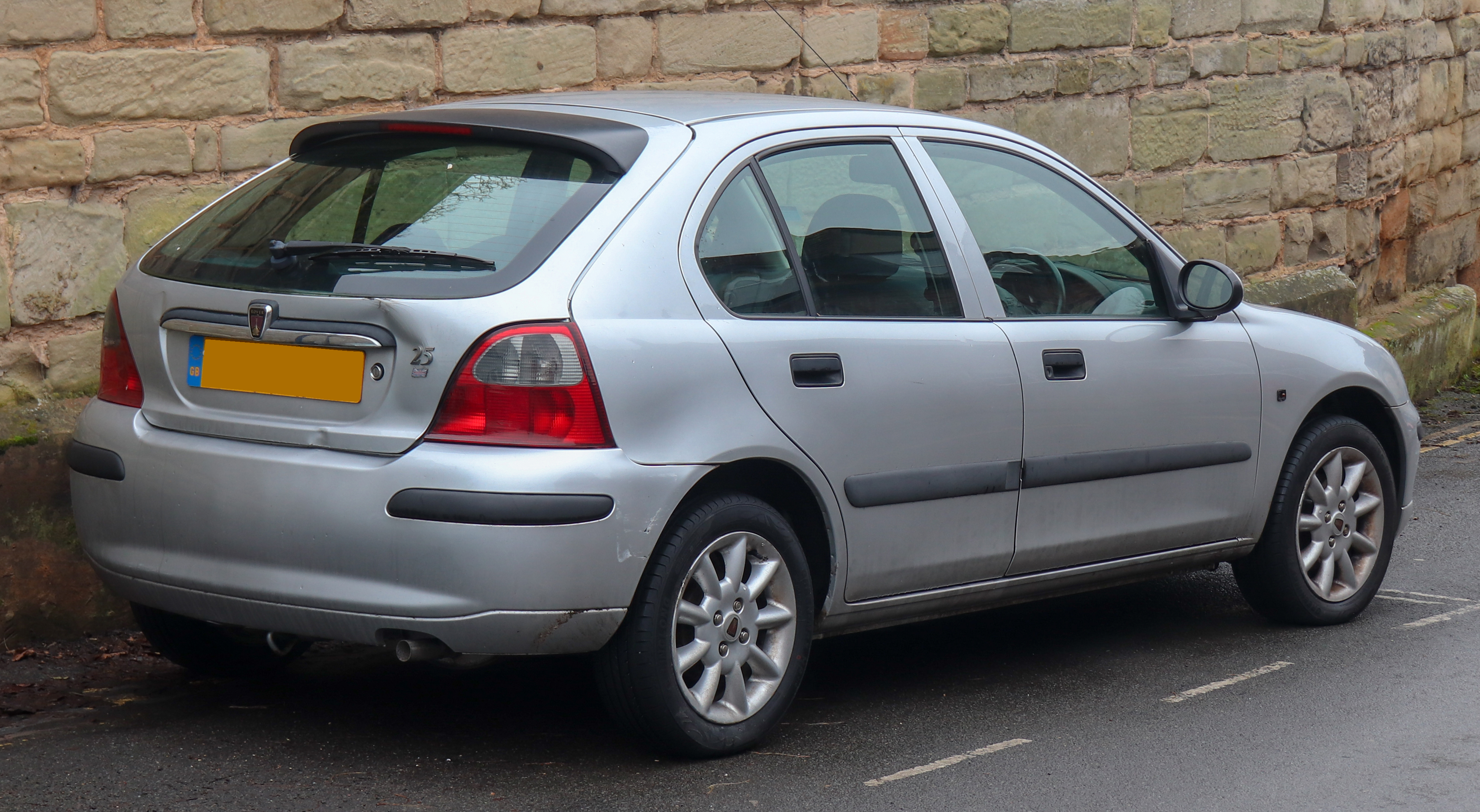
Vue arrière.

### Phase 2
Quatre années plus tard, la 25 est toujours là, fidèle à elle-même. Mise en minorité jusque sur son marché national, faisant de la figuration au niveau européen, elle se vend de moins en moins. 2004 est l'année de tous les dangers. Avec une gamme vieillissante - pour ne pas dire obsolète - et une comptabilité dans le rouge, Rover cherche à gagner du temps pour trouver un repreneur. Pour attirer d'éventuels investisseurs et montrer que le constructeur est encore capable de proposer des véhicules crédibles, toute la gamme a droit à des nouveautés esthétiques.
Sur la 25, les doubles optiques sont abandonnés pour des projecteurs lisses tandis que le bouclier avant est revu. La calandre perd ses arrondis et reçoit le nouveau logo de la marque. Pour paraître plus moderne, la face arrière bénéficie elle aussi de profondes transformations. Le hayon devient lisse, la plaque minéralogique migre sur le bouclier, dont le dessin est revu pour l'occasion. Autre signe distinctif, les baguettes latérales sont désormais couleur carrosserie à partir du milieu de gamme.
La révolution se poursuit à l'intérieur où la 25 reçoit une nouvelle planche de bord. Les aérateurs deviennent ronds tandis que volant est revu, de même que les compteurs. Malheureusement, si le style se modernise, il reste néanmoins simpliste tandis que la finition moyenne la maintient à bonne distance d'une Renault Clio ou d'une Ford Fiesta. L'équipement de série s'améliore : les deux airbags frontaux, la climatisation, les vitres électriques, la direction assistée font désormais partie de l'équipement de série.
Tous ces changements esthétiques ne s'accompagnent, hélas, d'aucune évolution technique. La 25 ne reçoit toujours pas de moteur diesel à rampe d'injection commune et s'avère franchement dépassée sur le plan de l'équipement. Il n'est par exemple pas possible de recevoir des phares et essuies-glace automatiques, d'airbags rideaux ou encore d'ESP. Les constructeurs européens se lancent dans une course à l'équipement que Rover ne peut pas suivre, d'autant que la 25 ne peut miser sur des tarifs plus attractifs pour séduire.

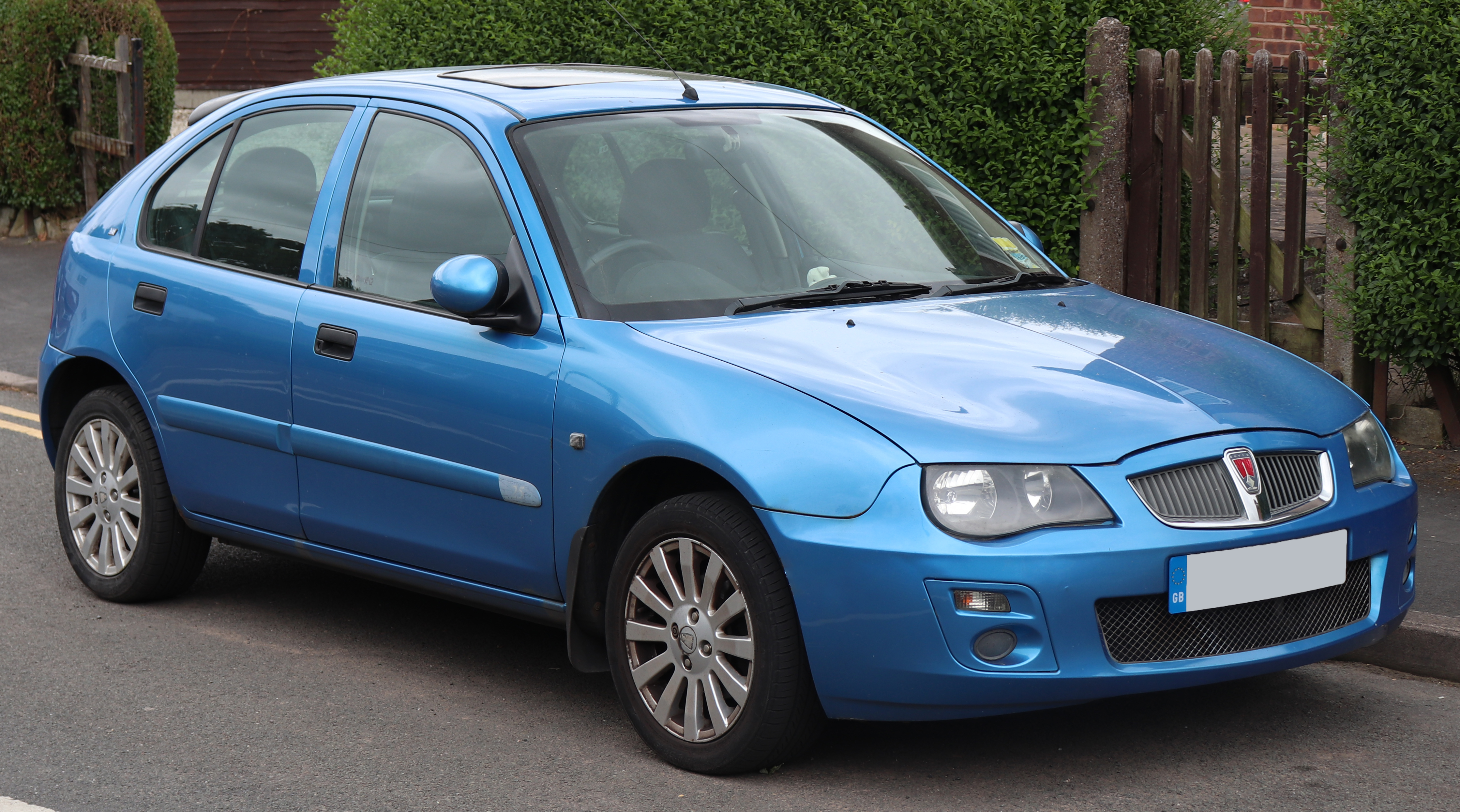
Vue avant.
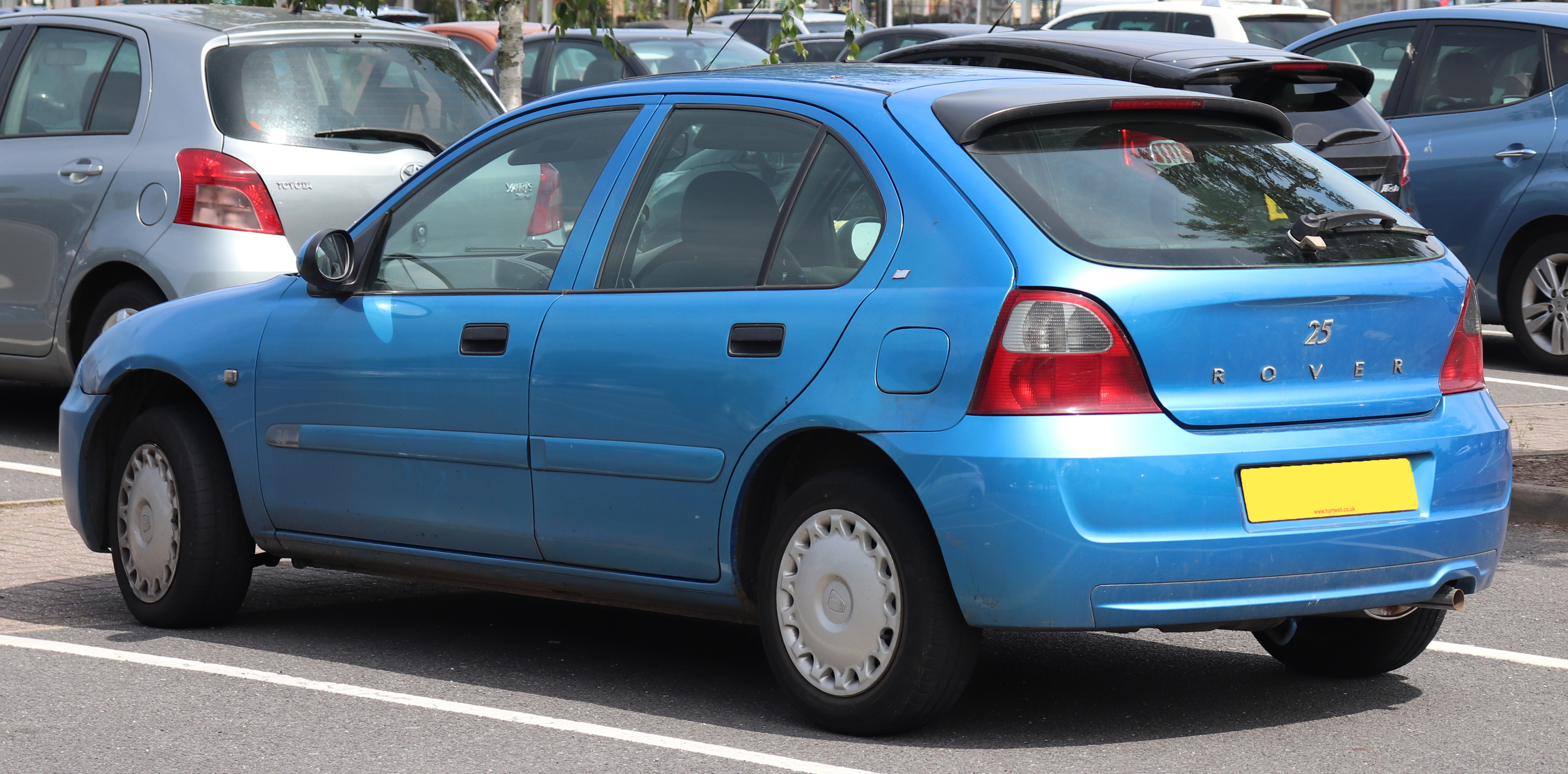
Vue arrière.

### Fin de carrière
À court d'argent, sans plan cohérent pour assurer la relance et surtout sans partenaire, Rover se déclare en faillite au mois d'avril 2005. Après quelques milliers d'exemplaires produits en phase 2, les dernières 25 sortiront des chaînes de montage au mois de juillet 2005.

### Résumé de la 25
- Avril 1999 : lancement du modèle
- Juin 2004 : lancement et commercialisation de la Phase 2
- Avril 2005 : arrêt définitif de la production.

| Générations                          | Production | Dérivés de chez Rover / MG        | Modèles similaires                                                              |
| ------------------------------------ | ---------- | --------------------------------- | ------------------------------------------------------------------------------- |
| Rover 25 Phase 1 (04/1999 - 05/2004) |            | Rover Streetwise ; MG ZR Phase I  | Ford Fiesta ; Peugeot 206 ; Renault Clio II ; Škoda Fabia ; Volkswagen Polo IV  |
| Rover 25 Phase 2 (06/2004 - 04/2005) |            | Rover Streetwise ; MG ZR Phase II | Ford Fiesta ; Peugeot 206 ; Renault Clio III ; Škoda Fabia ; Volkswagen Polo IV |

## Les différentes versions
Légende couleur : Essence ; Diesel

### Carrosseries

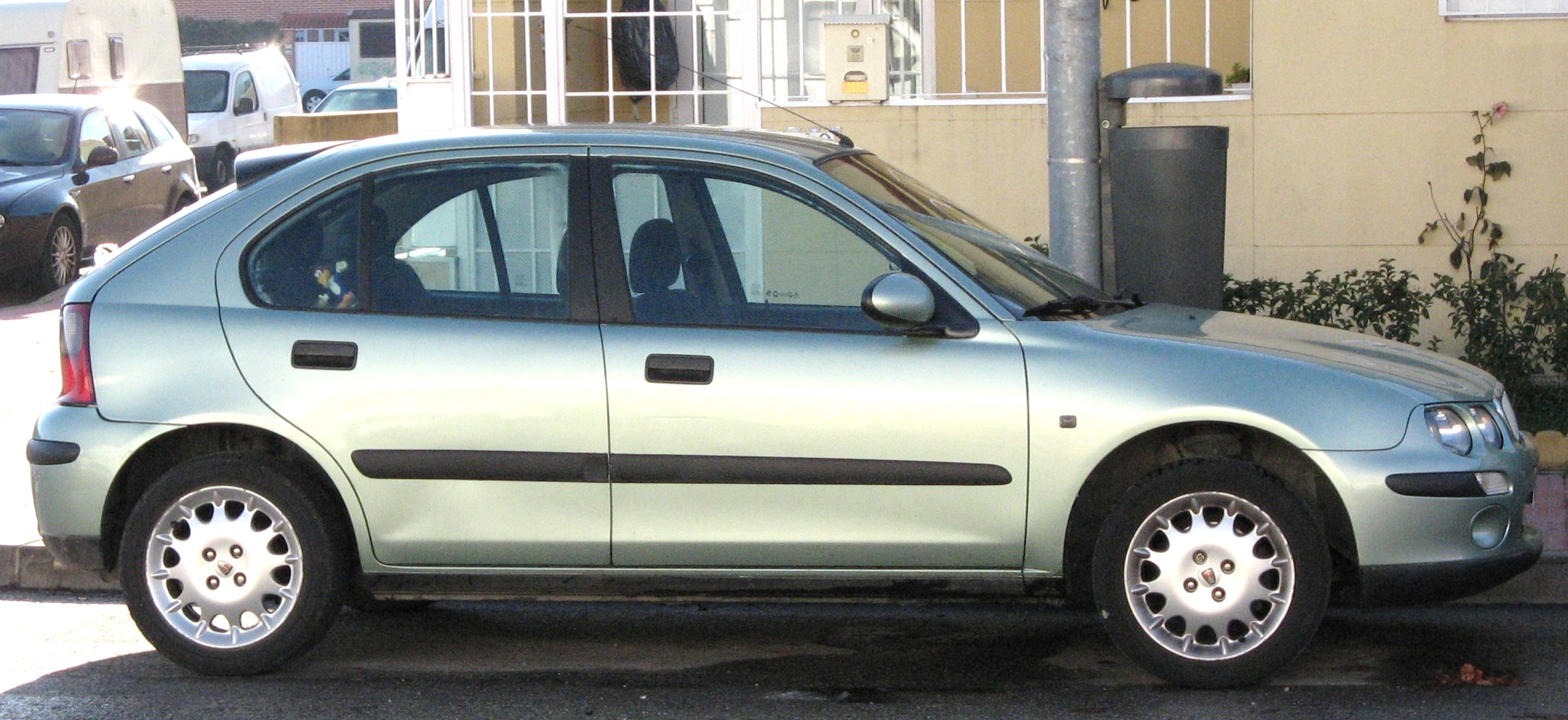
Rover 25 Phase I 5 portes.

#### Berline trois portes
La version dite « 3 portes » possède deux portes latérales plus le hayon arrière.

#### Berline cinq portes
La version dite « 5 portes » possède quatre portes latérales plus le hayon arrière.

### Finitions
Finitions disponibles [Où ?][Quand ?] :
- Si : cette finition comprend : deux airbags + banquette arrière fractionnée + direction assistée + glaces électriques + condamnation centralisée
- Si Lux : cette finition comprend : la finition Si + jantes en alliage + rétroviseurs à réglages électriques + autoradio avec lecteur CD + climatisation + ABS + sellerie cuir ainsi qu'une console centrale.

Trois niveaux de finitions sont proposés en France en 2004 :
- Base
- Pack
- Pack Luxe

### Version spécifiques

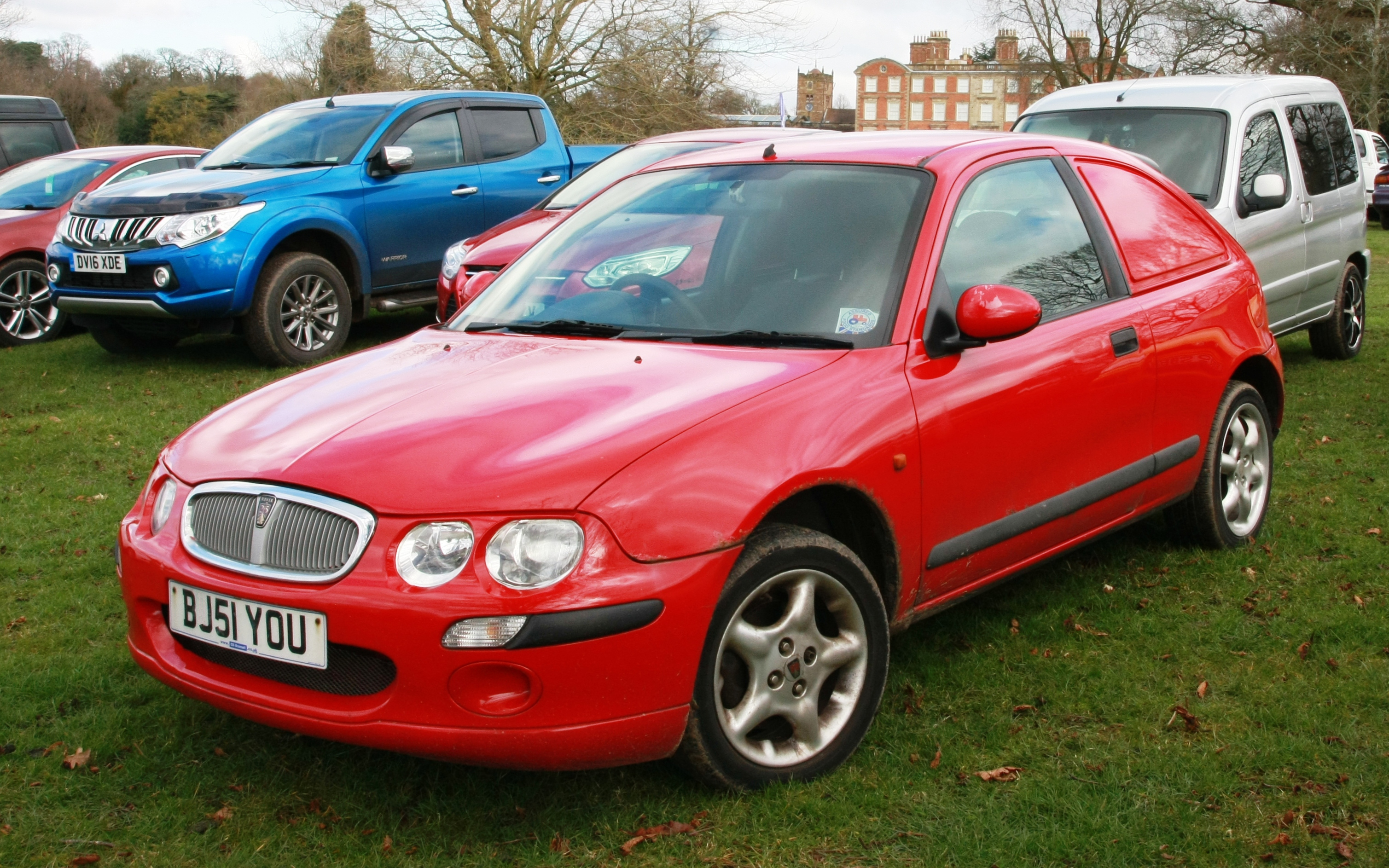
Rover 25 Commerce.

#### 25 Commerce
Destiné à un usage commercial afin d'assurer des fonctions de transport de matériel léger et dont le PTAC est inférieur à 3,5 tonnes. Possède une caisse vide à l'arrière (pour du transport de marchandise) et peut transporter 2 passagers, à l'avant uniquement.

#### MG ZR
Elle est présentée en octobre 2001 et a été produite jusqu'en avril 2005 à Longbridge, là où se trouvait la seule usine MG Rover. Jusqu'en 2003, la MG ZR disposera des moteurs de la Rover 25. Après la gamme sera remaniée et la ZR aura droit à 2 moteurs de 105 et 160 ch. Après le rachat de MG en 2006, un an après avoir fait faillite, la production de la MG ZR a redémarré en août 2008, pour une importation en Europe aux alentours de 2009.

### Les séries spéciales
La 25 vieillissant de plus en plus, Rover eut souvent recours aux séries limitées ou spéciales pour soutenir les ventes. C'est ainsi que la marque britannique commercialisa cinq séries spéciales. Hormis la première, il est à noter que ses éditions limitée étaient également disponible sur les Rover 45 et Rover 75.

#### 214 Black EditionetSilver Edition
Cette série limitée était destinée à faire patienter la clientèle en attendant le restylage et le changement de nom de la Rover 200 en Rover 25. Elle était disponible avec une seule motorisation (le 1.4 16v de 103 ch) et deux carrosseries (3 et 5 portes). Cette version complétait le niveau de finition intermédiaire « Si » avec des équipements de la finition supérieur « Si Lux ». L'ABS était directement installé dessus. Elle était disponible uniquement en 1999 à 400 exemplaires.
- Équipements extérieurs supplémentaires :
  - Peinture métallisée noir Anthracite ou gris Platinium + Jantes alliage 15 pouces + Rétroviseurs à réglages électriques + Logos Black Edition ou Silver Edition.

- Équipements intérieurs supplémentaires :
  - Sellerie cuir noir + Autoradio avec lecteur CD + Climatisation.

#### Classic Line
Cette série limitée basique était destinée à promouvoir les modèles de base. Elle était disponible en 3 ou 5 portes avec un moteur de base (le 1,1 L 16v de 75 chevaux). Disponible uniquement en 2001 à cent exemplaires.
- Équipements extérieurs supplémentaires :
  - Peintures disponibles selon les stocks + Logos Classic Line.

- Équipements intérieurs supplémentaires :
  - Inserts ronce de noyer + Airbags conducteur et passager + Vitres avant électriques + Condamnation des portes centralisée + Seuils de portes avant chromés.

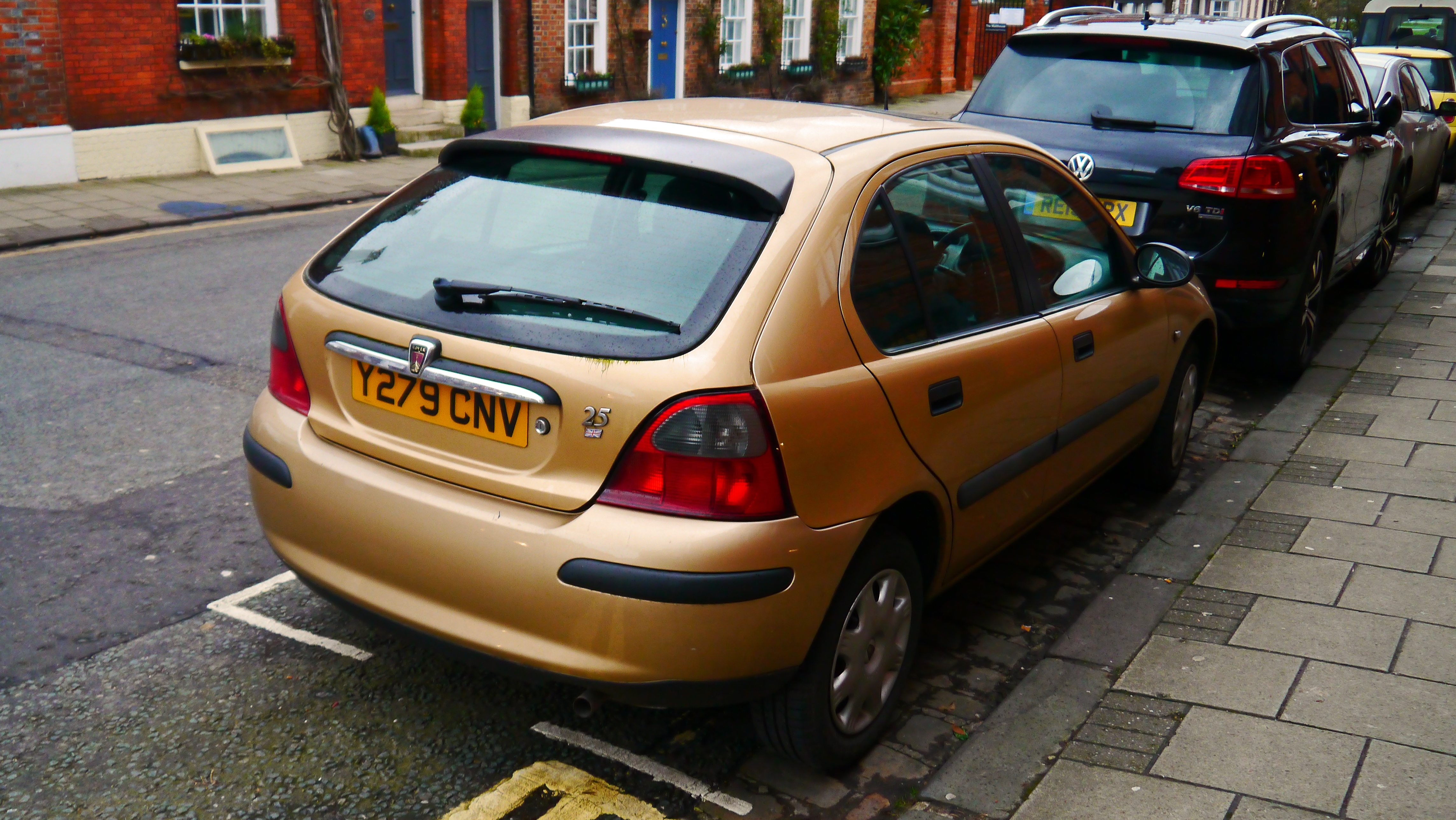
Rover 25 avec peinture « Sienna Gold ».

#### Sterling
Cette série limitée à 150 exemplaires sortie uniquement mars 2002, présentait un luxe infiniment accessible, était disponible en 3 ou 5 portes et deux motorisations (1.6 16v essence de 109 ch ou 2.0 TD diesel de 100 ch).
- Équipements extérieurs supplémentaires :
  - Jantes alliage 15 pouces + Phares antibrouillard + Sept peintures métallisée disponibles selon stocks (Platinium Silver ; Alumina Green ; Brittish Racing Green ; Anthracite ; Copperleaf Red ; Sienna Gold ; Wedgwood Blue).

- Équipements intérieurs supplémentaires :
  - Sellerie cuir + Volant et pommeau de levier de vitesses cuir + Toit ouvrant électrique + Climatisation + Lecteur CD + Tableau de bord finition ronce de noyer + Seuils de portes avant chromés + Airbags conducteur et passager + ABS avec EBD + Alarme avec anti-démarrage.

#### Parkline
Série spéciale proposée en mars 2004, elle est basée sur la 25 avant restylage pour seulement 1 euro de plus. Disponible en 3 ou 5 portes et quatre motorisations (1.4 16v, 1.8 16v, 2.0 D (100 et 111 ch)).
- Équipements extérieurs supplémentaires :
  - Sept peintures métallisée disponibles selon stocks (Starlight Silver ; Arbour Green ; Brittish Racing Green ; Pearl Black ; Seafrost Blue ; Royal Blue ; Nightfire red) + Jantes alliage 15 pouces + Logos Parkline sur le bas des portes avant.

- Équipements intérieurs supplémentaires :
  - Sellerie cuir + Autoradio avec lecteur CD et commandes au volant.

#### Platinium Edition
Cette série reprend le principe de la 45 Parkline : proposer en série des équipements habituellement disponibles en option. Proposée en mars 2005, elle est également disponible en 3 ou 5 portes mais avec trois motorisations (1.4 16v, 1.8 16v et 2.0 D de 111 ch).
- Équipements extérieurs supplémentaires :
  - Deux peintures métallisée disponibles (Starlight Silver et Pearl Black) + Logos Platinum Edition sur les ailes avant.

- Équipements intérieurs supplémentaires :
  - Sellerie cuir + Pommeau de levier de vitesses cuir +Finition ronce de noyer sur tableau de bord.

## Caractéristiques

### Dimensions

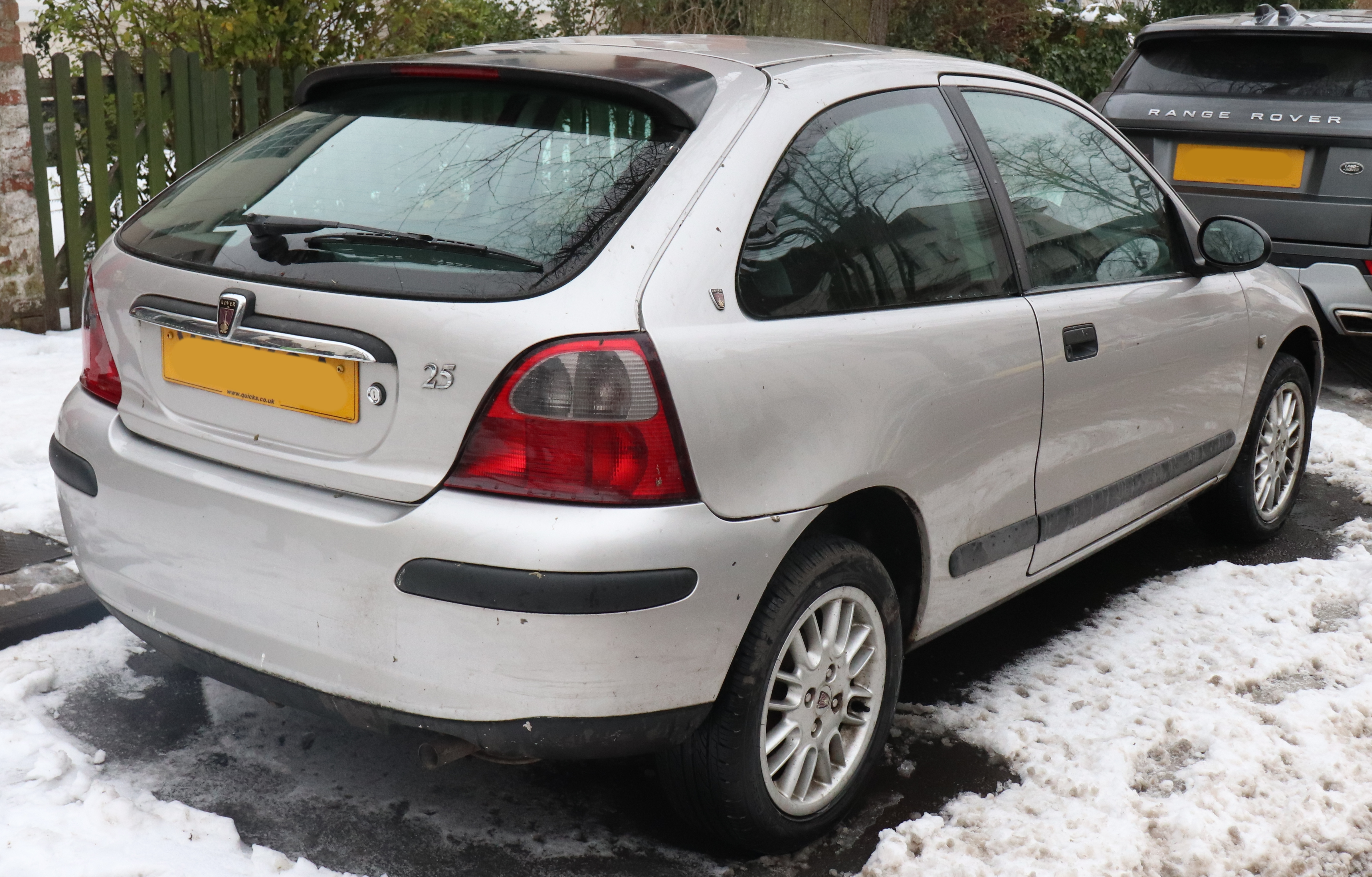
Rover 25 Phase 1 - 3 portes.

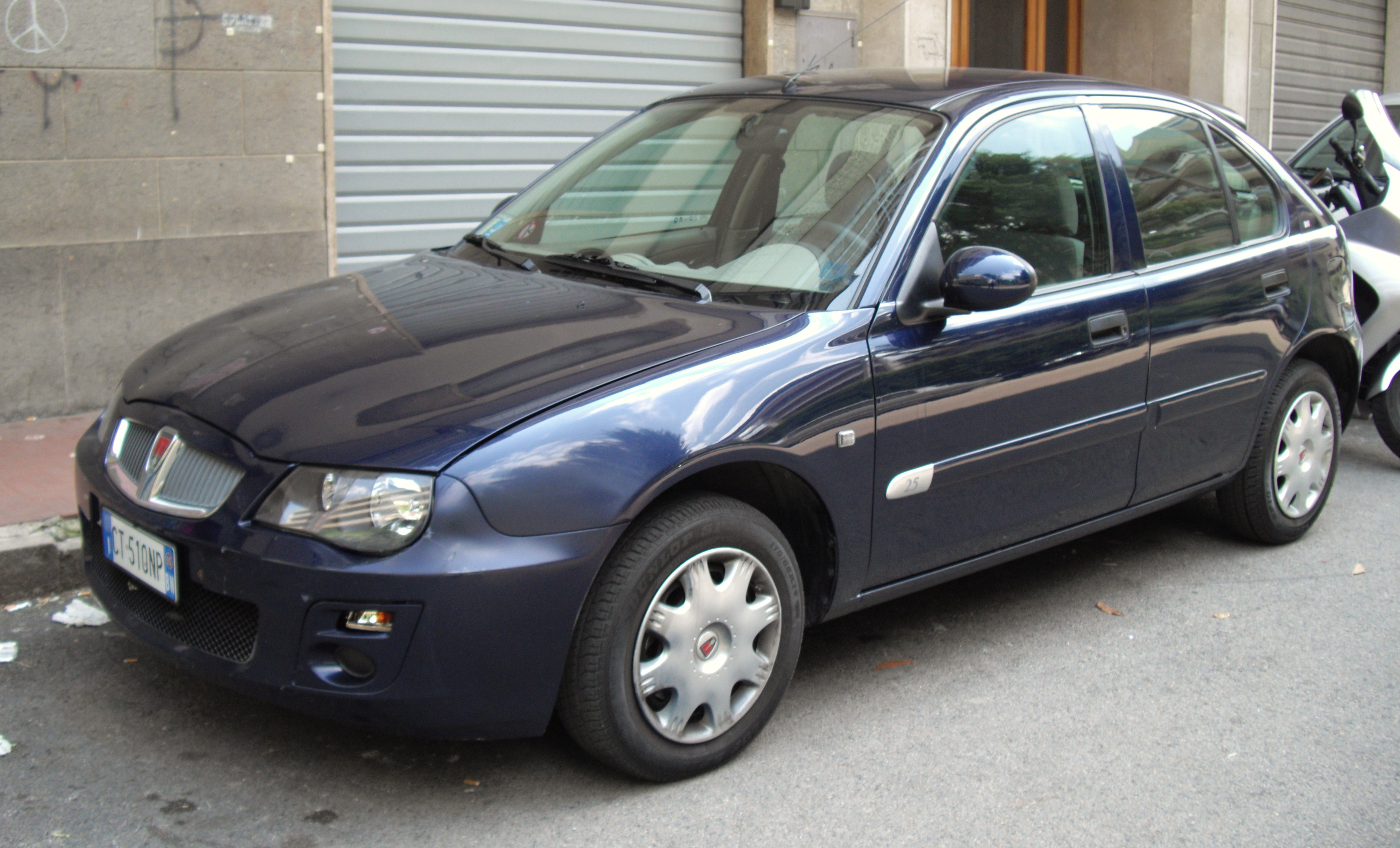
Rover 25 Phase 2 - 5 portes.

|                             | Rover 25 trois portes | Rover 25 cinq portes | Rover 25 Commerce |
| --------------------------- | --------------------- | -------------------- | ----------------- |
| Longueur                    | 3 999 mm              | 3 999 mm             | 3 999 mm          |
| Largeur (sans rétroviseurs) | 1 690 mm              | 1 690 mm             | 1 690 mm          |
| Hauteur                     | 1 420 mm              | 1 420 mm             | 1 420 mm          |
| Empattement                 | 2 510 mm              | 2 510 mm             | 2 510 mm          |
| Masse à vide                | 1 020 kg              | 1 300 kg             |                   |
| P.T.A.C.                    |                       |                      | 3 500 kg          |
| Coffre                      | 304 l                 | 304 l                |                   |
| Rayon de braquage           |                       |                      |                   |
| Réservoir                   | 50 l                  | 50 l                 | 50 l              |

### Chaîne cinématique

#### Moteurs

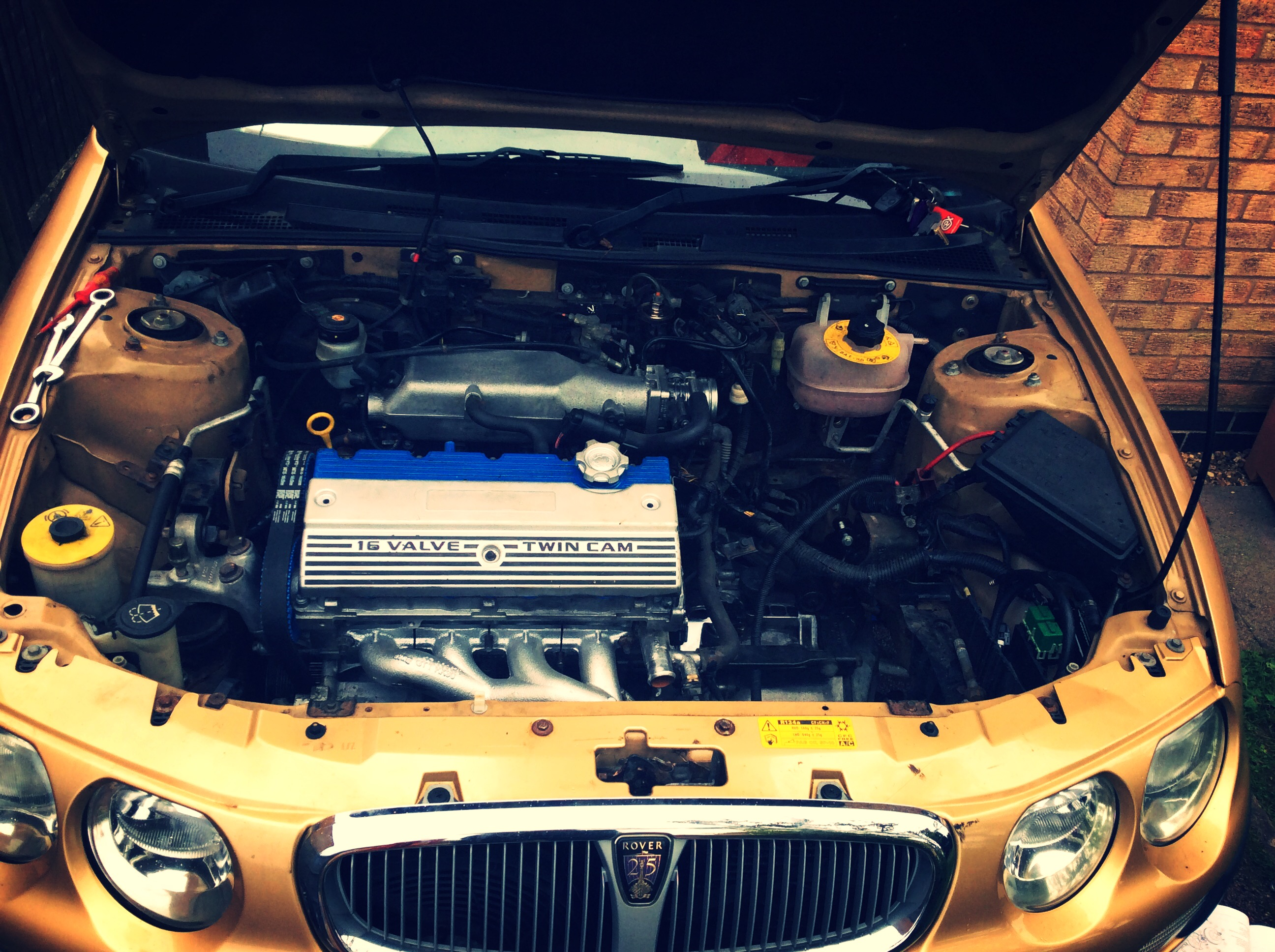
Moteur Rover Série-K 16 soupapes.

La 25 a eu plusieurs motorisations différentes de quatre cylindres lors de son lancement (six essence et un diesel). Elle en a eu en tout dix de disponible dont huit en essence et deux en diesel. Tous les moteurs sont conformes aux normes anti-pollution Euro 2 à Euro 4.
- Du côté des moteurs essence : 
  - le Rover Série-K  quatre cylindres en ligne 8 puis 16 soupapes à injection directe de 1,1 litre avec gestion électronique intégrale développant 60 et 75 ch.
  - le Rover Série-K quatre cylindres en ligne 16 soupapes à injection directe de 1,4 litre avec gestion électronique intégrale développant 84 et 103 ch.
  - le Rover Série-K quatre cylindres en ligne 16 soupapes à injection directe de 1,6 litre avec gestion électronique intégrale développant 110 ch.
  - le Rover Série-K quatre cylindres en ligne 16 soupapes à injection directe de 1,8 litre avec gestion électronique intégrale développant 117 et 145 ch.

Le moteur Série-K de chez Rover est en position transversale. Son alliage d'aluminium et de métal le rendent très léger : seulement 130 kg avec la boite de vitesses, ce qui donne un poids puissance très intéressant pour une petite voiture. L'entier du moteur est tenu par dix vis de 16 pouces de longueur qui tiennent et rigidifient le moteur ; grâce à cela, le vilebrequin peut supporter une grande pression.
Le moteur a une particularité, un peu à défaut ; c'est un moteur à chemise humide encore un des rares sur le marché, bien trop fragile et sujet à des chauffes motrices. La chemise humide est l'une des pièces les plus fragiles sur ce moteur, une fois le joint de culasse cassé et que le moteur est monté en température les chemises se déforment ou/et se raillent, créant un problème d'étanchéité dans le cylindre.
| Modèle                                 | Construction   | Moteur + Nom                           | Cylindrée         | Performance                    | Couple                 | 0 à 100 km/h | Vitesse maxi | Consommation + CO2    |
| 25 - 1.1 i (boîte manuelle 5)          | 1999 - 2001    | 4 cylindres en ligne 8s Rover Série-K  | 1 119 cm3 (1,1 l) | 44 kW (60 ch) à ... tr/min     | 90 N m à ... tr/min    | 14,5 s       | 155 km/h     | 6,7 l/100 km 165 g/km |
| 25 16v - 1.1 i (boîte manuelle 5)      | 2001 - 04/2005 | 4 cylindres en ligne 16s Rover Série-K | 1 119 cm3 (1,1 l) | 55 kW (75 ch) à 6 000 tr/min   | 97 N m à 5 000 tr/min  | 13,5 s       | 161 km/h     | 6,5 l/100 km 160 g/km |
| 25 16v - 1.4 i (boîte manuelle 5)      | 1999 - 04/2005 | 4 cylindres en ligne 16s Rover Série-K | 1 396 cm3 (1,4 l) | 62 kW (84 ch) à 6 000 tr/min   | 112 N m à 4 500 tr/min | 11,8 s       | 169 km/h     | 6,8 l/100 km 164 g/km |
| 25 16v - 1.4 i (boîte manuelle 5)      | 1999 - 04/2005 | 4 cylindres en ligne 16s Rover Série-K | 1 396 cm3 (1,4 l) | 76 kW (103 ch) à 6 000 tr/min  | 123 N m à 3 000 tr/min | 10,2 s       | 180 km/h     | 6,8 l/100 km 164 g/km |
| 25 16v - 1.6 i (boîte manuelle 5)      | 1999 - 04/2005 | 4 cylindres en ligne 16s Rover Série-K | 1 588 cm3 (1,6 l) | 81 kW (110 ch) à 6 000 tr/min  | 141 N m à 4 500 tr/min | 9,5 s        | 185 km/h     | 6,8 l/100 km 164 g/km |
| 25 16v - 1.6 i (boîte automatique 6)   | 2001 - 2002    | 4 cylindres en ligne 16s Rover Série-K | 1 588 cm3 (1,6 l) | 81 kW (110 ch) à 6 000 tr/min  | 141 N m à 4 500 tr/min | 10,3 s       | 177 km/h     | 7,7 l/100 km 184 g/km |
| 25 16v - 1.8 i (boîte automatique 6)   | 1999 - 2002    | 4 cylindres en ligne 16s Rover Série-K | 1 796 cm3 (1,8 l) | 86 kW (117 ch) à 5 500 tr/min  | 163 N m à 3 000 tr/min | 9,5 s        | 185 km/h     | 8,1 l/100 km 194 g/km |
| 25 16v - 1.8 Vi VVC (boîte manuelle 5) | 1999 - 2002    | 4 cylindres en ligne 16s Rover Série-K | 1 796 cm3 (1,8 l) | 107 kW (145 ch) à 6 750 tr/min | 174 N m à 4 000 tr/min | 7,5 s        | 204 km/h     | 7,5 l/100 km 178 g/km |

- Du côté des moteurs diesel : 
  - le Rover Série-L quatre cylindres en ligne à injection directe à rampe commune de 2,0 litres avec turbocompresseur et intercooler développant 100 et 113 ch.

| Modèle                                  | Construction   | Moteur + Nom                       | Cylindrée         | Performance                   | Couple                 | 0 à 100 km/h | Vitesse maxi | Consommation + CO2    |
| 25 - 2.0 TD (boîte manuelle 5)          | 1999 - 04/2005 | 4 cylindres en ligne Rover Série-L | 1 994 cm3 (2,0 l) | 74 kW (100 ch) à 4 200 tr/min | 240 N m à 2 000 tr/min | 9,9 s        | 182 km/h     | 5,1 l/100 km 150 g/km |
| 25 Commerce - 2.0 TD (boîte manuelle 5) | 1999 - 04/2005 | 4 cylindres en ligne Rover Série-L | 1 994 cm3 (2,0 l) | 74 kW (100 ch) à 4 200 tr/min | 240 N m à 2 000 tr/min |              | 180 km/h     | 5,0 l/100 km 150 g/km |
| 25 - 2.0 Di (boîte manuelle 5)          | 2002 - 04/2005 | 4 cylindres en ligne Rover Série-L | 1 994 cm3 (2,0 l) | 83 kW (113 ch) à 4 200 tr/min | 260 N m à 2 000 tr/min | 9,1 s        | 185 km/h     | 5,5 l/100 km 150 g/km |

#### Boites de vitesses

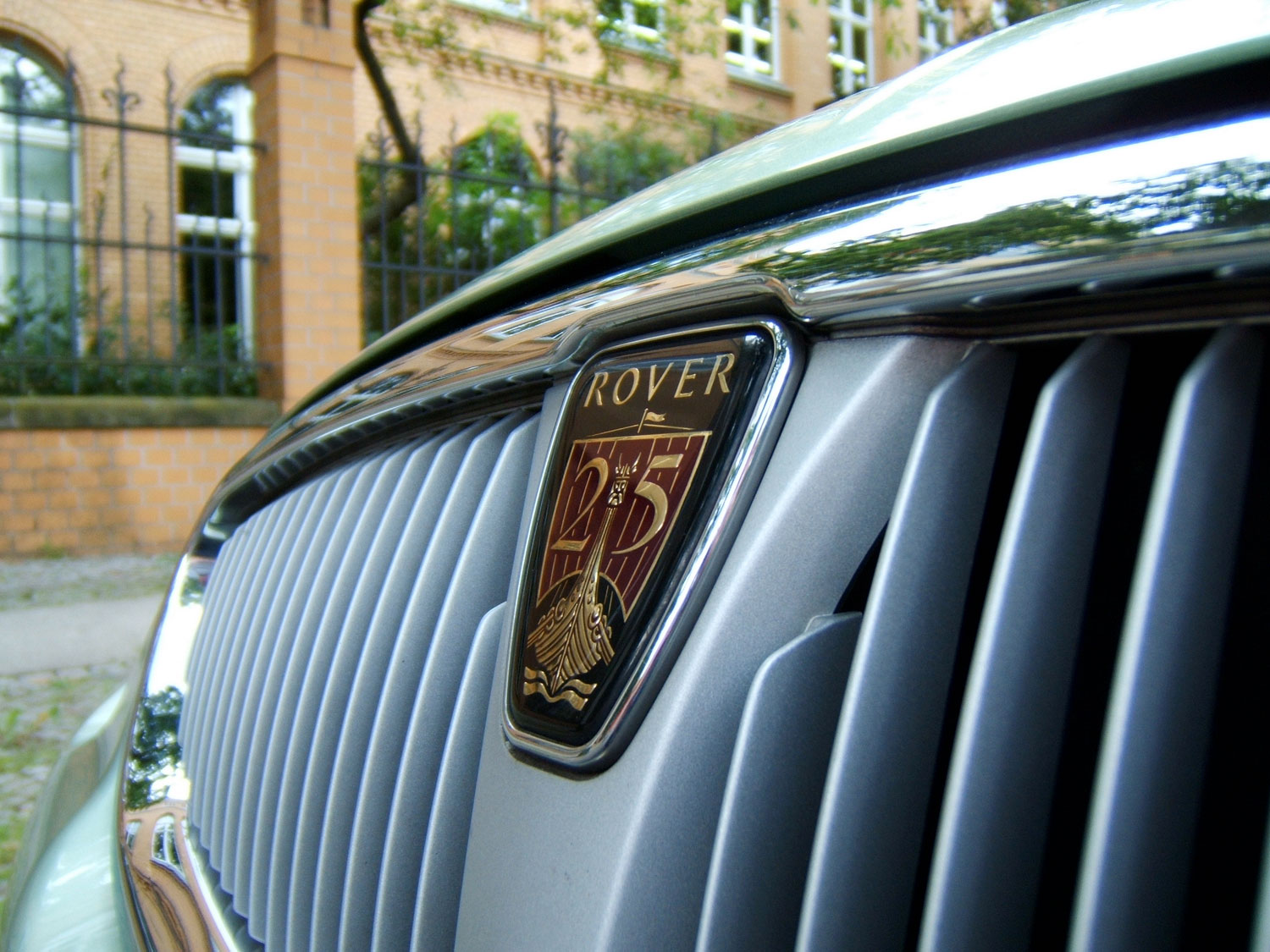
Détail de la grille avant.

La Rover 25 est équipée d'une boite de vitesses manuelle à cinq rapports ou automatique à six rapports, nommée Stepspeed.

### Options et accessoires
ABS ; climatisation ; jantes en alliage ; sellerie cuir ; toit ouvrant ; climatisation ; rétroviseurs électriques.

## Crash-test
La 25 souffrira de note aux crashs test de l'EuroNCAP trop faible par rapport à d'autres de ses concurrentes, avec 3 étoiles, le résultat d'une évolution trop faible comparée à la 200 qu'elle remplace. Lors du crash-test ci-dessous, la 25 était équipée d'un airbag conducteur et passager ainsi que de ceintures avec limiteurs d'efforts. Voici le compte rendu de son crash-test :
Général
- La Rover 25 a été re-testée, après quelques problèmes survenus lors du premier test latéral. Du fait de sa conception assez ancienne, la Rover 25 n'obtient pas un très bon score.

Choc frontal
- La porte conducteur se plie en son milieu, laissant la structure instable. La tête du conducteur heurte le volant, la poitrine est très exposée aussi. Les genoux, les jambes et pieds sont aussi très exposés aux risques de blessure, bien que le plancher soit intact. La pression sur la poitrine du passager est aussi assez élevée.

Choc latéral
- Le test, et donc son résultat est gêné par le fait que le mannequin n'est pas un humain. Malgré tout, le test est plutôt bon. La poitrine est heurtée par la porte, alors que l'abdomen est protégé par le siège. Le bassin a été épargné par un bloc de mousse.